# Grattacielo Marinella
Il grattacielo Marinella è un edificio di Milano Marittima, frazione del comune di Cervia.

## Storia
Il grattacielo fu progettato dall'ingegnere lughese Eugenio Berardi (1921-1977). La costruzione è nota anche come Condominio Marinella 1 essendo stato dedicato alla moglie del progettista, la faentina Marinella Ragazzini. I lavori vennero diretti dalla Società Immobiliare Marinella (SIM), istituita nel 1956 dall'ingegner Berardi, e realizzati dalla Cooperativa edile forlivese che li eseguì dal 17 maggio 1956 al 16 luglio 1957.
Si eleva per 90 metri su 23 piani, con una grande hall d'ingresso, negozi al pian terreno, hotel al piano superiore, ristorante a doppia altezza, night club e terrazza belvedere; venne installato anche un montavivande per il collegamento di ogni appartamento col ristorante.
L'edificio non è mai stato soggetto a interventi di riqualificazione: lo si può osservare oggi com'era esattamente nel lontano 1957.
Un anno dopo, sempre su progetto di Eugenio Berardi, fu costruito il grattacielo di Cesenatico, denominato Condominio Marinella 2, avente struttura molto simile ma più alto.